# Djègbè (Collines)
Djègbè ist ein Arrondissement im Departement Collines im westafrikanischen Staat Benin. Es ist eine Verwaltungseinheit, die der Gerichtsbarkeit der Kommune Ouèssè untersteht.

## Demografie und Verwaltung
Gemäß der Volkszählung 2013 des beninischen Statistikamtes INSAE hatte das Arrondissement 11.151 Einwohner, davon waren 5929 männlich und 5222 weiblich.
Von den 63 Dörfern und Quartieren der Kommune Ouèssè entfallen vier auf Djègbè:
1. Djègbé-Lokossa
2. Djègbé-Odjaha
3. Ohoula
4. Vodjè